# Challapata
Challapata è un comune (municipio in spagnolo) della Bolivia nella provincia di Eduardo Avaroa (dipartimento di Oruro) con 27.638 abitanti dato 2010.

## Cantoni
Il comune è suddiviso in 4 cantoni.
- Ancacato
- Challapata
- Culta
- Huancane